# 村田岩次郎
村田 岩次郎（むらた いわじろう、1858年 - 1907年）は、江戸2大植木職人の一人村田平十郎の家系を継ぐものである。村田岩次郎を含めた代々の村田平十郎（当主は平十郎を継承）の業績に付いては、三河島町郷土史（入本英太郎編　三河島町郷土史刊行会　昭和7年(1932)11月刊）に記載されている。 

## 生涯
- 安政5年（1858）に第5代村田平十郎（重次郎、慶応2年(1866)8月13日没）の嫡男として生まれた
- 第5代平十郎の没後、第6代村田平十郎を継承
- 明治17年(1884)2月25日、烏丸郁（慶応2年2月24日生まれ）と結婚。仲人は副島種臣。
- 三河島村の初代議員（明治12年(1879)5月）
- 郁、明治38年(1905)4月27日没（戒名：香雲院妙誉貞郁大姉）
- 岩次郎、明治40(1907)年4月14日没（戒名：　秋山高映信士　）

## 村田家系譜
- 三河島町郷土史（入本英太郎編　三河島町郷土史刊行会　昭和7年11月刊）によると、村田家は名字帯刀を許され、三河島に膨大な土地を持ち、江戸高松藩松平家（江戸切絵図によると、現在の飯田橋駅近所）に出入りしていた。
- 第4代平十郎の代には、百姓代平十郎、植木屋と名乗っている。村に関する諸法度(郷土史：御法度書5人組帳)の下、祭礼、婚礼、仏事など極めて厳しい監視下に置かれていた。しかし、歌舞伎手踊り、相撲など人集め行事が盛んとなり、農を怠り商に勤しむ者も出てきた。百姓を代表し（百姓代平十郎）、諸法度に従いますという旨の誓約書を提出せざるを得ない状態にまで至っていた（文政10年（1827）））[1]
- 人足寄せと質屋という稼業をもしていた
- 鶴御成りの節には、代々御通り抜けを賜っていた
- 品川沖お台場構築に参画
- 寛永寺山主輪王寺宮能久親王の逃亡を援助

## 村田家の資産
- 村田平十郎の隠し財産（埋蔵金）として時々話題にあがる（日本の埋蔵金研究所[2]）。
- 三河島郷土史によると、伊藤七郎兵衛の園の北方に650余坪の巨大な庭園を有していたとある。伊藤七郎兵衛の園と並び称され、世の人々はこの両者を指して【ニ好の園】と称したという
- 庭内の周りには、伊藤七郎兵衛の園と同じく梅を主にして、松、桜、桃、萩、その他を植栽していた。長さ一町余に及ぶ植栽地には、築山あり、松の木立あり、吾妻亭もあったとある。そして、周囲三町の大池には鯉が飼われていたともある（入本英太郎編　三河島町郷土史刊行会　昭和7年11月刊）。
- 村田平十郎の有していた土地は、郷土史によると、第一峡田小学校より改正道路丁字型付近までと言う（郷土史発行の昭和7年当時の名称）。

## 高松藩との関わり
江戸切絵図には、高松藩下屋敷内に、大名と並んで【植木屋】の記載がある。この【植木屋】が該当するとされている。三河島近辺から労働力を供給していた中間部屋の役割を果していたものと考えられる（吉田伸之：近世都市社会の身分構造　東京大学出版会）。
高松藩との関わりを示す例として、慶応元年(1865)5月17日浪人体の男2名が村田家へ来て、松平讃岐守の家臣であることを自称した。そして金銭を奪おうと強談に及んだが、平十郎（第5代）はいち早く裏口かから逃れ軒下で様子を窺っていた。浪人達は弟源次郎を平十郎と間違え、縄で縛り挙げ、挙げくには隣家の者をも縄で縛り挙げ強要した。源次郎は、浪人に対して、「平十郎は日々御屋敷へ罷り出て面体恰好などこれご承知これある可きはず」申し立てたところ、家探しの末、弓張提灯一つと番傘一本を奪って逃走したと郷土史に記録されている(事件を役所に届け出た際には、松平讃岐守屋敷へ出入りし、人足寄せの御用をしている旨を述べている)。このように、平十郎（第5代）に付いては、高松藩松平家家臣であれば知らない者がなかったことが分かる。更に、弓張提灯と番傘には家紋である丸の中に三階松が記されていたとある（三河島に大きな勢力を持っていた村田家、伊藤家、松本家の家紋は全て、枝付きの三階松である。枝付きの三階松は、高松藩羽床氏の家紋でもある）。
また、安政の大地震(1855)で高松藩江戸屋敷も家屋、土塁が損壊したので、その修復にも当ったようである。 

## 烏丸家との関わり
明治維新前後江戸市民は慢性的な飢餓状態に陥っていた、。烏丸家は京都から上京した頭初には富士見（飯田町3丁目）に居を構えた。高松藩の上屋敷があった所である。しかし当初、財政は逼迫し、華族に家族手当を供給しなければならない程であった（慶応3年12月26日に、光徳は【この御一新といった騒ぎに、御弁当その他諸御台所入用が26万両払わねばならぬ。けれども一文もない。どうにかこの方法を附けねば、もはや弁当も食べられぬ状態であると】と金穀出納所取締役光岡八郎に述べてもいる）。光徳没後、録の途絶えた烏丸一家は、この地を離れ、神田錦町へ移った（神田区錦町2丁目5番地）。
この頃に、副島種臣を介して、烏丸家と村田家とが知り合ったとされている。岩次郎は、明治12年(1879)5月には村会議員にもなっており生活基盤はしっかりしていた。

## 三河島村議
明治11年(1878)7月、統一的な地方制度の再編成が行われた（郡区町村編制法・府県会規則・地方税規則）そして15区6郡という行政区画が誕生した。群は東京市15区の周り近郊農村などを中心におかれたものである。その6郡の中に三河島村・町屋村も含まれている（議員定数15）。東京府では明治12年1月に最初の臨時府会が開催された。三河島村も明治12年に最初の議会が開催された。岩次郎は、町村の運営に関する協議費の賦課徴収などに加え、請願、勧業、水利などの公共事業の決定、国家からの委任事務などに携わった。 

## 烏丸郁持参の書
下記は烏丸郁持参の書であり、現在は人間文化研究機構 国文学研究資料館に寄贈されている（請求番号は、図書館での文献検索番号）。烏丸家の親族や光栄の歌を知る貴重な書である
- 花盡　　　　　　（請求記号　４２：３）
- 烏丸郁親族書　　（請求記号　４２：６）
- 烏丸光栄歌学書　（請求記号　４２：１）
- 詠歌一躰　　　　（請求記号　４２：２）
- 桜町院御自写心経御奥書并御製（請求記号　４２：４）
- 書道手本　　　　（請求記号　４２：５）